# Sikh Channel
Sikh Channel est une chaîne de télévision basée au Royaume-Uni, destinée à la communauté sikh. Elle diffuse principalement à travers l'Europe sur la télévision par satellite et au Canada. Elle se concentre principalement sur l'éducation et la programmation religieuse pour la communauté sikh. Elle opère à partir d'un studio à Aston, quartier de Birmingham.

## Histoire
Sikh Channel est créée par Davinder Singh Bal et TV Legal Limited. TV Legal forme The Sikh Channel Community Broadcasting Company Limited, une société d'intérêt communautaire enregistrée le 25 septembre 2009 et une organisation caritative enregistrée le 2 juin 2010, pour accepter les dons pour financer les coûts de diffusion et de programmation. La diffusion commence le 13 avril 2009. En décembre 2012, TV Legal Limited transfère la licence de diffusion télévisée de la chaîne à Sikh Channel Community Interest Company Limited.
Sikh Channel organise une manifestation, le "dastar day", afin d'obtenir le respect du turban à la suite de l'introduction des contrôles manuels dans les aéroports décidée par l'Union européenne, devant le palais de Westminster le 25 septembre 2011.
Le 18 avril 2013, la chaîne est lancée au Canada sous le nom d'ATN Sikh Channel grâce à un accord de licence exclusif avec Asian Television Network.

## Traduction
- (en) Cet article est partiellement ou en totalité issu de l’article de Wikipédia en anglais intitulé « Sikh Channel » (voir la liste des auteurs).

1. 1 2  (en) Sikhs Across Borders : Transnational Practices of European Sikhs, Bloomsbury Academic, 2012, 266 p. (ISBN 9781441113870, lire en ligne), p. 134
2. ↑  (en) David Goodhart, The British Dream : Successes and Failures of Post-war Immigration, Atlantic Books, 2013, 300 p. (ISBN 9780857899750, lire en ligne)
3. ↑  (en) Religion in Diaspora : Cultures of Citizenship, Palgrave Macmillan, 2015, 262 p. (ISBN 9781137400307, lire en ligne)